# Número heptagonal
Um número heptagonal é um número poligonal que representa um heptágono. O n-ésimo número heptagonal é dado pela fórmula:

Os 5 primeiros números heptagonais.

Os primeiros números heptagonais são:
1, 7, 18, 34, 55, 81, 112, 148, 189, 235, 286, 342, 403, 469, 540, 616, 697, 783, 874, 970, 1071, 1177, 1288, 1404, 1525, 1651, 1782, … (sequência A000566 na OEIS)

## Paridade
A paridade dos números heptagonais segue a sequência ímpar - ímpar - par - par. O quíntuplo de um número heptagonal adicionado de 1 é um número triangular.

## Números heptagonais generalizados
Um número heptagonal generalizado é obtido a partir da fórmula
onde Tn é o n'-ésimo número triangular.Os primeiros números heptagonais são:
1, 4, 7, 13, 18, 27, 34, 46, 55, 70, 81, 99, 112, … (sequência A085787 na OEIS)
Todos os números heptagonais generalizados são heptagonais. Entre  1 e 70, os números heptagonais não generalizados também são Números de Pell.

## Soma dos recíprocos
A fórmula para a soma dos recíprocos dos números heptagonais é dada por:

## Raízes heptagonais
Uma analogia com relação à raiz quadrada pode ser feita, calculando a raiz heptagonal de x, dada pela fórmula:

### Obtenção da fórmula das raízes heptagonais
A fórmula da raiz heptagonal n de x é obtida da seguinte forma:
{\displaystyle x={\frac {5n^{2}-3n}{2}}}
{\displaystyle 2x=5n^{2}-3n}
{\displaystyle 5n^{2}-3n-2x=0}
{\displaystyle n={\frac {-(-3)\pm {\sqrt {(-3)^{2}-(4\times 5\times -2x)}}}{2\times 5}}}
{\displaystyle n={\frac {3\pm {\sqrt {9-(-40x)}}}{10}}}
{\displaystyle n={\frac {3\pm {\sqrt {9+40x}}}{10}}}
{\displaystyle n={\frac {\pm {\sqrt {40x+9}}+3}{10}},}